# Elfen Lied
Elfen Lied (エルフェンリート, Erufen rīto) est un seinen manga de Lynn Okamoto. Il a été prépublié dans le magazine Weekly Young Jump de juin 2002 à novembre 2005 puis compilé en un total de douze volumes par l'éditeur Shūeisha. La version française est publiée par Delcourt/Tonkam depuis 2021.
L’histoire traite de l’espèce des diclonius, une mutation de l’être humain avec des cornes et leurs relations violentes avec le reste de l’humanité.  
Une adaptation en série télévisée d'animation de treize épisodes produite par le studio Arms, Vap et Genco a été diffusée entre juillet et octobre 2004 sur la chaîne AT-X, suivi par un OAV le 21 avril 2005 s'intercalant entre les épisodes 10 et 11. En France, l'adaptation est diffusée à la télévision à partir du 11 octobre 2008 sur Virgin 17, puis à partir du 10 septembre 2009 sur MCM. L'anime est licencié par l'éditeur Kazé depuis septembre 2007, et est disponible en 4 coffrets contenant pour chacun un DVD avec 4 épisodes pour le premier et 3 épisodes pour les autres, ainsi qu'un livret sur la série. L'éditeur diffuse aussi depuis le 6 septembre 2011 l'anime en streaming légal et gratuit en VOSTFR et VF. En décembre 2014, il est annoncé que l'anime reviendrait en Blu-ray chez l'éditeur @Anime, et celui-ci est sorti le 8 avril 2015.
Elfen Lied est destiné à un public adulte, car il présente de nombreuses scènes de nu, de gore et de violence physique et psychologique. Il est principalement catégorisé dans les genres horreur et drame. On retrouve des influences d’autres mangas et animes, tels que Chobits, 3×3 Eyes , Gunslinger Girl, et Hinamizawa le village maudit — également nommé Higurashi no naku koro ni — notamment dans la conception des personnages, la personnalité du personnage principal ou le concept de petites filles présentant un comportement sanguinaire, instinctif ou conditionné. La série est classée interdite aux moins de 15 ans au Japon et aux moins de 12 ans à la télévision française en y ajoutant la censure et aux moins de 16 ans (en DVD) en France. Aux États-Unis d'Amérique, la série est classée 17 ans et plus tandis qu'au Royaume-Uni et en Australie, la série est classée 15 ans et plus.

## Histoire

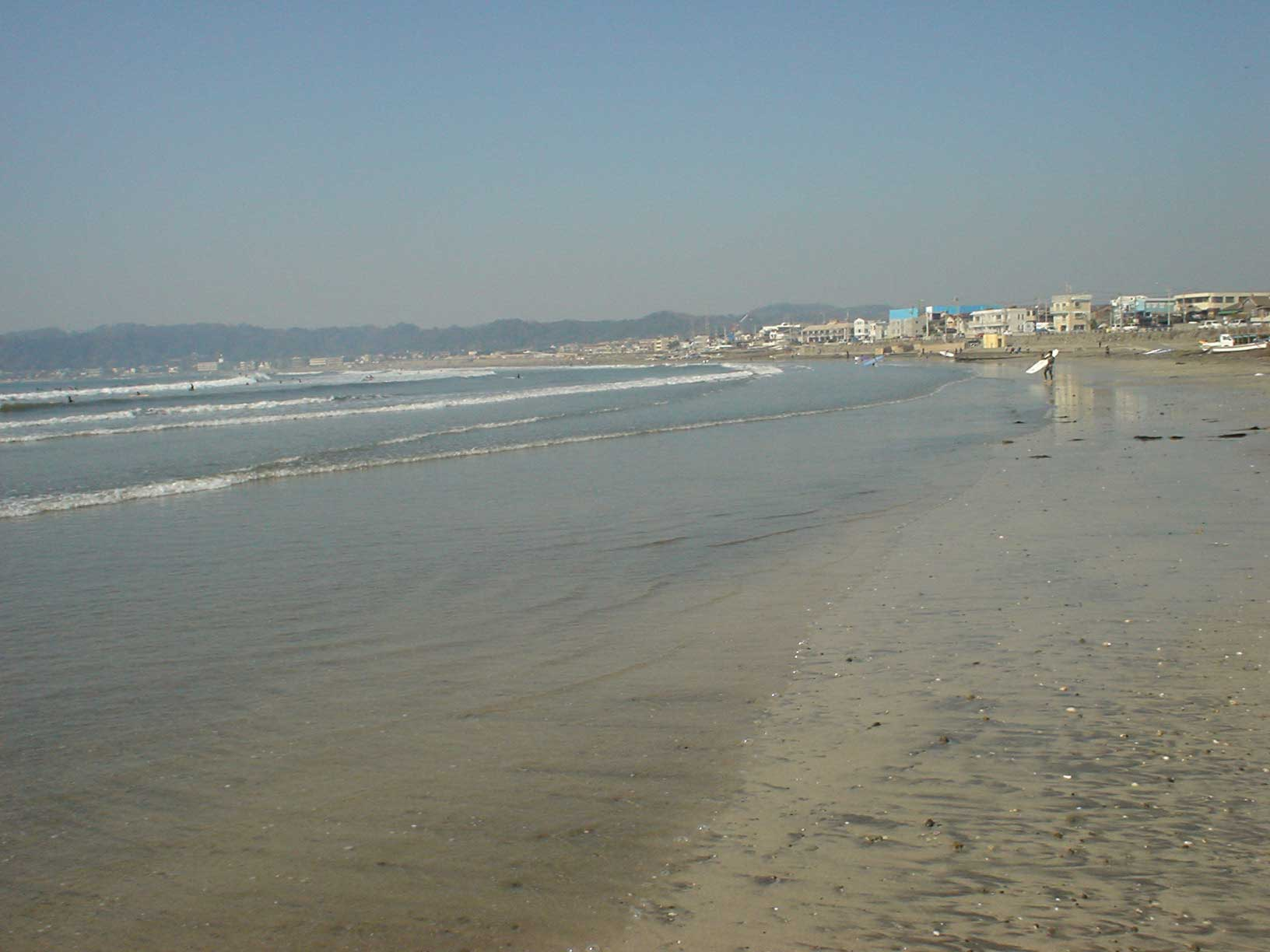
Plage Yuigahama de Kamakura.

L’histoire débute avec une jeune fille nommée Lucy qui s’échappe d’installations de recherches sur une île proche de la côte de Kamakura dans la préfecture de Kanagawa, au Japon. Désarmée et nue, à l’exception d’un casque en métal qui cache ses traits, elle réussit à sortir de l’enceinte après avoir massacré plusieurs gardes et employés en utilisant des pouvoirs surnaturels. Néanmoins, elle est touchée à la tête par la balle d’un sniper. Sa blessure est légère. La balle a brisé le casque, laissant apparaître deux protubérances osseuses, ressemblant à de petites cornes. La jeune fille s'évanouit et tombe d’une falaise.
Le lendemain matin, un jeune homme nommé Kōta déménage à Kamakura afin de poursuivre des études universitaires. Il est accueilli par Yuka, sa cousine, qui lui permet de s’installer dans une vieille auberge abandonnée, ryokan en japonais, appartenant à sa famille. En échange, le jeune homme devra maintenir l’auberge propre et entretenue. Le passé des deux personnages est sombre : le père et la sœur de Kōta sont morts tragiquement lorsqu’ils étaient enfants. Mais Kōta ne semble pas se souvenir des circonstances exactes de l’événement.
Kōta et Yuka se promènent durant l’après-midi sur la plage de Yuigahama et trouvent Lucy. L’impact de la balle lui a causé un trouble dissociatif de l’identité. À l’opposé de la Lucy sadique et impassible, la nouvelle personnalité est docile, inoffensive et incapable de dire autre chose que "Nyu". Pour cette raison, Kōta et Yuka décident de lui donner ce nom. Ils sont désemparés et intrigués par les étranges cornes sur sa tête, mais l’emmènent malgré tout à l’auberge pour soigner ses plaies. Pendant ce temps, Kurama, responsable des laboratoires de recherches, envoie une unité des forces spéciales de la police japonaise, le SAT, à la recherche de la diclonius. Bando, membre de cette unité, particulièrement violent et impulsif, découvre Nyu sur la plage. Celle-ci a fui l’auberge à la suite des réprimandes de Kōta car elle a cassé un souvenir de sa sœur.  En étant attaquée, la vraie personnalité de Lucy reprend le dessus. Elle lui coupe les deux bras  et le blesse aux yeux. Cependant, elle ne le tue pas, car la personnalité de Nyu reprend le contrôle. Mayu, une petite fille sans domicile fixe, qui a fui son foyer à la suite des abus de son beau-père, porte secours à Bando et évite ainsi sa mort.

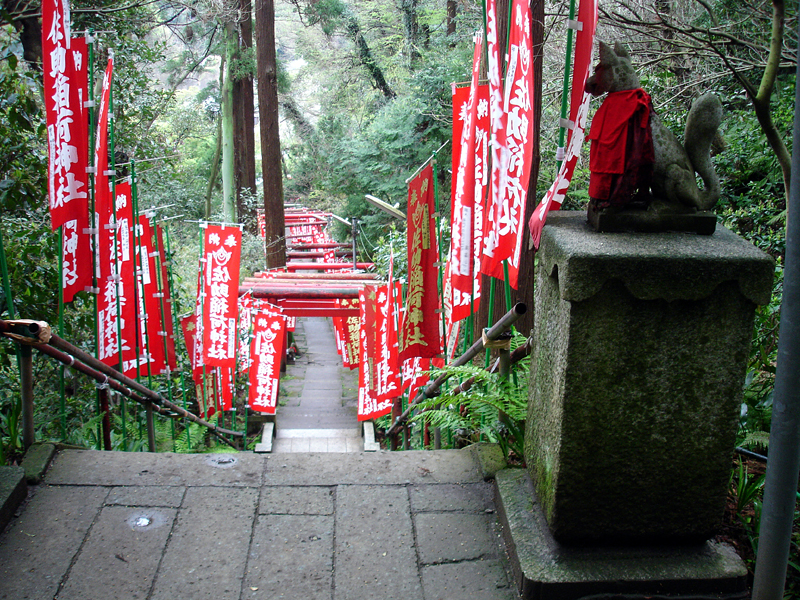
Escaliers vers le sanctuaire Sasuke Inari de Kamakura.

À la suite de l’échec du SAT, Kurama envoie Nana, une jeune silpelit, c'est-à-dire l'enfant d'un humain infecté au contact d'un vecteur — une sorte de bras invisibles très puissant — d'un diclonius, très dépendante de lui. Lors de la rencontre entre les deux diclonius, un affrontement féroce a lieu. Nana essuie une lourde défaite, démembrée par Lucy sous les yeux de Mayu. Avant que Lucy achève la silpelit, Kurama apparaît avec des renforts, la fait fuir et sauve Nana. La personnalité de Lucy se remet en sommeil et rentre à l’auberge. Kōta et Yuka l’emmènent avec eux à l’université afin qu’elle ne soit pas seule durant la journée. Là, ils assistent à un cours donné par le professeur Kakuzawa. Celui-ci fait partie des équipes d'installations de recherches. Il reconnait la diclonius et trompe les jeunes gens en se faisant passer pour un membre de la famille de Lucy, afin qu’ils la confient à lui. Le professeur a l’intention de se reproduire avec elle afin de devenir le dirigeant d’une nouvelle espèce dominante qui remplacera les êtres humains. Lorsqu’il lui expose ses plans, la personnalité de Lucy ressurgit. Elle le décapite et s’enfuit. Kōta, inquiet, se dirige à nouveau vers le bureau de Kakuzawa. Il y rencontre Arakawa, une chercheuse qui collabore avec Kakuzawa à la création d’un vaccin contre le virus que les diclonius transmettent avec leurs vecteurs ; ensemble, ils découvrent le corps décapité de Kakuzawa. La jeune femme conseille à Kōta de partir pendant qu’elle se charge de la situation. Cependant, elle est enlevée par le directeur Kakuzawa, père du professeur et principal responsable des recherches sur les diclonius. Il l’oblige à travailler pour lui. Kōta et Yuka, quant à eux, retrouvent Nyu près du sanctuaire Sasuke Inari et adoptent Mayu, qui vivra avec eux à l’auberge.
Le directeur Kurama réussi à sauver Nana et lui donne des prothèses qu’elle pourra utiliser grâce à ses vecteurs. Désobéissant à Kakuzawa, qui avait ordonné la mort de la silpelit, Kurama lui permet de quitter les installations, avec l’espoir qu’elle pourra avoir une vie normale et la promesse de la retrouver un jour. À la suite de sa nouvelle rencontre avec Mayu, Nana est finalement admise dans l’auberge comme un membre de la famille.

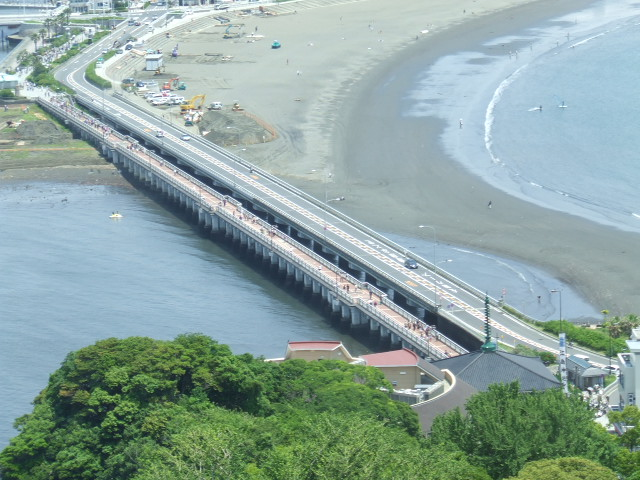
Pont menant à l’île d'Eno-shima.

Le directeur Kakuzawa, apprenant la désobéissance de Kurama, envoie la plus puissante des silpelit enfermée dans les laboratoires, Mariko, la fille de Kurama conçue après son infection par une autre diclonius. Sur le pont menant à l’île d’Eno-shima, Mariko et Nana s’affrontent. Cette dernière est blessée, mais Kurama empêche que sa fille ne la tue. Kakuzawa fait exploser dans l’atmosphère un missile armé d’une charge du virus diclonius pour infecter la population du Japon et accélérer ainsi la propagation au niveau mondial. Pendant ce temps, Mariko et Lucy commencent un combat. La silpelit décède et la diclonius perd ses deux cornes. On suppose que sa personnalité est annulée.
Quelques mois plus tard, les effets de l’explosion se manifestent : une gestation généralisée de bébés présentant les malformations typiques des diclonius est constatée. Kakuzawa envoie de nouvelles forces à la recherche de Lucy pour finaliser ses plans : se reproduire avec elle pour fonder une dynastie gouvernante dans un monde futur sans êtres humains. Bando, qui s’était caché avec Kurama sur les plages de Kamakura après avoir perdu la raison à la suite de la mort de Mariko, refuse de participer à une première offensive durant laquelle Nana et Mayu sont attaquées. Cependant, il trouve Nyu et lui tire dessus. La personnalité de Lucy ressurgit et affronte son attaquant. Dans le feu de la bataille, Mayu essaye de les arrêter. Mais Lucy, impassible aux supplications, l’attaque. Bando sauve la petite fille en s’interposant mais son corps est coupé en deux à hauteur de la ceinture, le laissant pour mort. Néanmoins, il a blessé Lucy, lorsque la personnalité de Nyu a repris la contrôle du corps de la diclonius.
Peu de temps plus tard, une nouvelle vague de sbires de Kakuzawa s’attaque aux habitants de l’auberge et Kōta se fait tirer dessus en essayant de les arrêter. Le voyant blessé, Lucy réapparait et massacre la majorité des intrus. À cette vue, Kōta se souvient de son passé et de comment la diclonius a tué son père et sa sœur. Lucy poursuit les rescapés, mais elle est finalement recluse et ramenée à l’île des laboratoires de recherches. Là, Kakuzawa lui présente sa fille, Anna, transformée en monstre omniscient par l’augmentation de sa capacité crânienne plusieurs centaines de fois, ainsi que son demi-frère, engendré par Kakuzawa violant la mère de Lucy. Celle-ci, furieuse, détruit les fondations de l’île, dépèce Anna et décapite les deux mâles Kakuzawa. Entre-temps, Arakawa réussi à mettre au point le vaccin contre le virus diclonius et s’échappe de ce lieu en pleine destruction,.

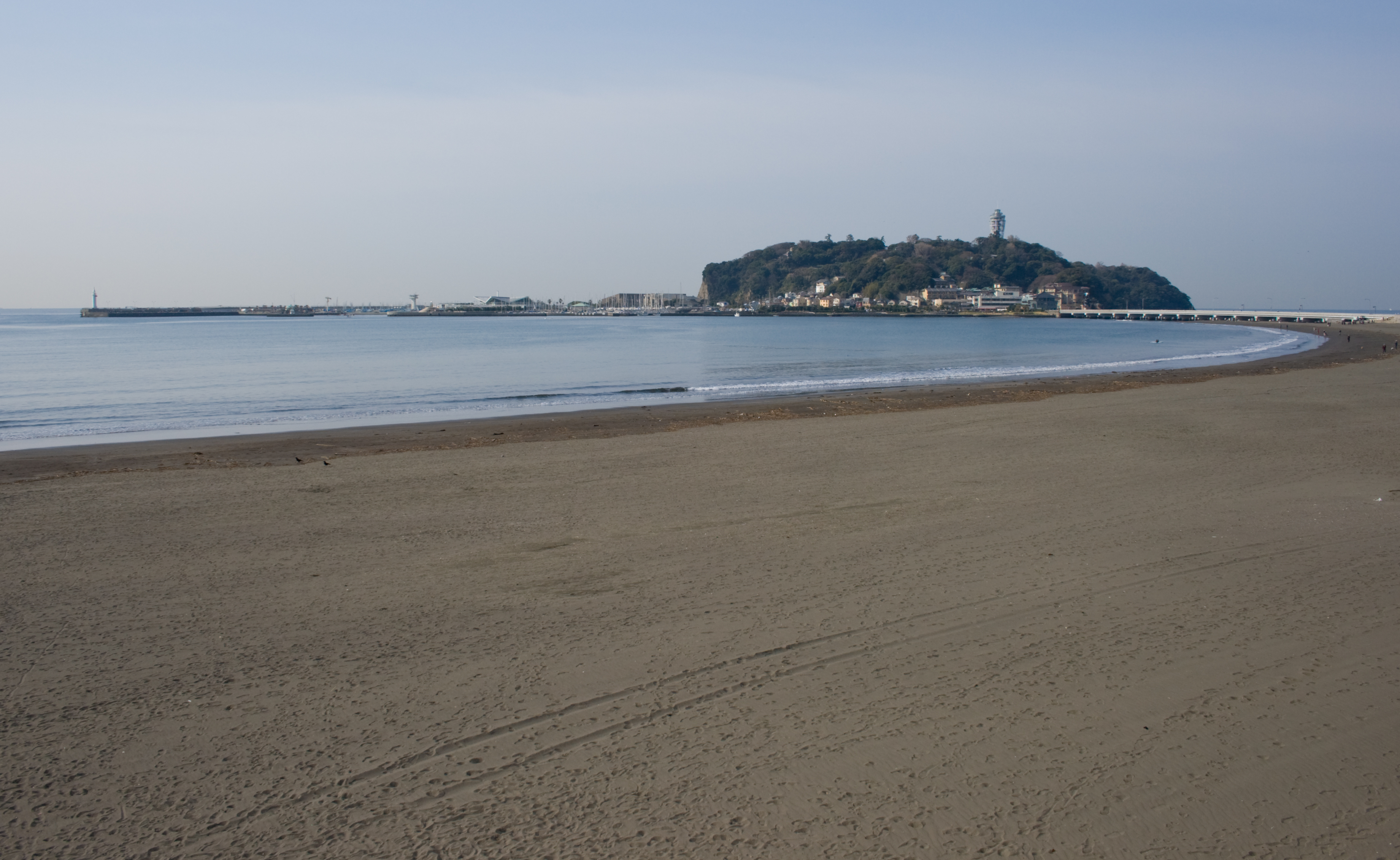
L’île d’Eno-shima.

Lucy retourne à Kamakura et retrouve Kōta, qui lui demande de l’accompagner jusqu’au phare d’Eno-shima où il essaye de la convaincre de ne plus tuer. Cependant, Kurama apparaît et tire sur la diclonius. Il blesse gravement le jeune homme qui s’interpose pour la sauver. Forçant son pouvoir, la jeune fille évite la mort de Kōta en détenant l’hémorragie et sacrifiant son propre corps qui, peu à peu, fond. Les autres habitants de l’auberge les rejoignent mais ils sont attaqués par les forces armées du Japon. Sa mort étant proche, Lucy et Nyu sont inhibées par Kaede, la personnalité originale de l’enfant diclonius, qui, dans un accès de folie, décide de détruire le monde avant de mourir. Cependant, à la demande de Kaede, consciente de ses actes, Kōta met un terme à la vie de la diclonius.
Quatre mois plus tard, Kōta s’est complètement remis de ses blessures et la vie des personnages revient à la normale. Grâce au vaccin d’Arakawa, la population mondiale ne risque plus rien du virus diclonius. Dans un tour de main surprenant pour le caractère de l’histoire, on découvre que plusieurs personnages supposés morts ont survécu, comme Bando qui retrouve Mayu sur la plage de Kamakura. De plus, la relation entre Yuka et Kōta se confirme. Dix ans plus tard, Kōta, accompagné de leur fille, Nyu, revient comme chaque année durant le festival d’été, au bois où il a rencontré Kaede. Cette fois-ci, sa fille découvre une lettre enterrée que la diclonius avait laissée lors de l’été de leur rencontre, dans laquelle elle déclare son amour. À cet instant, sa sœur jumelle, Kaede, entre en scène, insinuant ainsi que les personnalités de Kaede et de Nyu se sont réincarnées.

### Différences entre le manga et l’anime
L’adaptation au format anime a débuté plus d’une année et demi avant la fin du manga. Cette situation engendra de notables différences de trame selon le format, notamment à partir de l’épisode 12 de la série et le volume 7 du manga. Dans l’anime, la résolution du combat entre Lucy et Mariko est complètement différente : Mariko et Kurama meurent et la fin est ouverte : la survie ou non de Lucy demeure à l’interprétation du spectateur, bien que la plupart des spectateurs pensent a la survie de Lucy, du fait que l’on voit, lors du générique de fin du dernier épisode, Lucy dans une scène courte, bien qu’ayant apparemment perdu ses deux cornes. En revanche, dans le manga, Kurama et Lucy survivent à cet affrontement et, après d’autres événements dans les volumes suivants, la mort de la diclonius est parfaitement claire. À la fin du manga, après plusieurs années, il est dit que Kōta et Yuka ont un enfant ensemble.
De plus, plusieurs personnages secondaires n’apparaissent pas dans l’anime, comme Nozomi ou Anna Kakuzawa entre autres. De même, la boîte à musique jouant la mélodie de Lilium est un élément exclusif de l’anime, ainsi que la référence au poème Elfenlied comme origine du titre de l’œuvre.
En comparaison au manga, l’anime n’approfondit que peu l’information sur la mutation responsable de l’espèce des diclonius et les motifs de recherches sur eux, omettant des scènes comme celle du professeur Kakuzawa expliquant la condition de semi-diclonius de sa famille, ou celles où son père raconte ses plans de substitution des êtres humains comme espèce dominante de la planète,.
Certains détails esthétiques se manifestent. Dans l’anime, l’ensemble des diclonius sont représentées avec la même couleur de cheveux, le rose, tandis que dans le manga, Lucy a les cheveux roses, Mariko blonds et Nana violet foncé. Leurs yeux sont également de couleur rose/rouge. De plus, le nombre et la longueur des vecteurs varient, croissant même tout au long du manga dans le cas de Lucy.

## Personnages

### Personnages principaux
Kaede (楓) / Lucy (ルーシー, Rūshī) / Nyu (にゅう, Nyū)
Kaede/Lucy/Nyu est une jeune diclonius d’environ 17 ans avec des cheveux rose foncé et des yeux rose foncé, elle est grande et mince et a été abandonnée dans un orphelinat à sa naissance,. Lors de ces premières années de vie, elle ne manifesta pas la tendance homicide caractéristique de son espèce. Mais, après avoir été soumise à divers traumatismes durant son enfance, son instinct assassin se déchaîna et elle devint sadique et cruelle. Elle a été capturée puis enfermée dans des installations de recherches situées près des côtes de Kamakura. Plusieurs années après, elle réussit à s’échapper, mais durant sa fuite, elle est blessée à la tête et développe une double personnalité, Nyu,,. Nyu est enfantine, innocente, douce et inoffensive. Au début, elle ne sait dire que « Nyu », mais elle développe petit à petit le langage et arrive à dire le nom de Kōta. Le changement de la personnalité dominante se produit lorsqu’elle est attaquée, Lucy reprenant le dessus ainsi qu’en présence de Kōta où, Lucy cède sa place à Nyu. Nyu est considéré, avec Nana, comme l'élément kawaii (mignon) de la série.
Lucy déteste les humains parce qu'ils l'ont maltraitée et trahie durant son enfance,. En conséquence, elle considère les humains comme de simples objets et non comme des êtres à part entière. Elle manque d'empathie et tue de façon désintéressée. Elle possède quatre vecteurs avec une portée limite de deux mètres. Cependant, elle est très rapide et peut prendre n'importe quel objet et s'en servir comme projectile contre ses ennemis, et fait parfois preuve de sadisme. Malgré son peu d'intérêt pour la vie humaine, elle refuse de porter atteinte à Kōta. Elle est la seule diclonius pouvant se reproduire « naturellement », elle est donc très importante aux yeux du directeur Kukazawa.
Kōta (コウタ)
Kōta est un jeune homme d’environ 18 ans qui emménage à Kamakura pour commencer ses études universitaires. Il est autorisé à résider dans une vieille auberge de sa famille. Kōta a vécu une vie traumatisante : son père et sa sœur ont été assassinés sous ses yeux lorsqu’il était enfant,. Kôta a été hospitalisé pendant un an où il a été soigné à coups d’électrochocs. Par un mécanisme de défense, il a réprimé quasiment la totalité de ses souvenirs et s’est convaincu que son père est décédé dans un accident de voiture et sa sœur à cause d’une maladie,. Il est devenu un jeune homme plus aimable et protecteur avec son entourage qu'avant ces péripéties. Il est considéré par les autres personnages comme ayant le « rôle du père » dans la famille. Dans le manga, à la fin, Kōta a un enfant avec Yuka.
Yuka (ユカ)
Yuka est une jeune femme qui a à peu près le même âge, mêmes cheveux et yeux bruns que son cousin Kōta, dont elle est amoureuse depuis leur plus tendre enfance,,. Afin de pouvoir être à ses côtés, elle décide de faire ses études dans la même université que lui malgré le fait qu'elle aurait pu intégrer des universités plus prestigieuses. Lorsqu’apparaît Nyu, elle part vivre à l’auberge afin de ne pas la laisser seule avec Kōta. Ses sentiments envers elle se débattent entre l’affection et la jalousie liée à l’étroite relation qu’elle crée avec son cousin. Yuka est considéré par les autres personnages comme ayant le « rôle de la mère » dans la famille. Dans le manga, à la fin, Yuka a un enfant avec Kōta.
Nana (ナナ)
Nana, également appelée Numéro 7 ,, est une jeune silpelit enfermée, avec des cheveux rose vif courts et des yeux rose vif, depuis sa naissance dans les laboratoires de recherche de Kakuzawa afin de réaliser des expériences de force et de résistance physique, proches de la torture. Nana, au contraire des autres diclonius, n’a pas manifesté de caractère homicide et sadique, elle est habituellement pacifique et douce, notamment grâce à l’affection donnée par le directeur Kurama, qu’elle considère comme un père et pour lequel elle a développé une relation d’affection et de dépendance,. Au vu de la capacité qu’ont les diclonius pour se détecter, elle est envoyée à Kamakura pour retrouver Lucy après sa fuite,.
Ses vecteurs ont une portée de 5 mètres, ce qui lui permet entre autres de prendre le dessus sur Lucy ; elle est cependant moins rapide qu'elle. Sa nature douce et gentille lui fait perdre l'essentiel de ses combats, car elle baisse sa garde trop tôt et ne sent pas arriver les coups bas. Elle possède néanmoins la faculté d'empêcher temporairement un diclonius de déployer ses vecteurs. Lorsqu'elle sort du centre pour la première fois, elle cache ses cornes à l'aide d'une cravate que lui a donné Kurama.
Elle se fait démembrer par Lucy. Par la suite, Kurama la dote secrètement de prothèses qu'elle bouge à l'aide de ses vecteurs et l'exfiltre du centre avec une forte somme d'argent. Elle sympathise avec Mayu et ira vivre chez Kota.
Mayu (マユ)
Mayu est une jeune adolescente âgée de 13 ans au début de l'histoire avec des cheveux brun foncé et des yeux bruns, elle fêtera ses 14 ans au cours de la série. Elle s'est enfuie de chez elle parce qu'elle ne supportait plus son beau-père qui abusait sexuellement d'elle. Elle en avait parlé à sa mère qui demeurait indifférente et qui l’accusait d’être une charge dans la relation amoureuse entre les deux. Elle a un petit chien, Wanta, qu'elle a rencontré alors qu'elle s'enfonçait dans la mer. Elle le considère comme son ami et non comme un animal domestique. Ils s’alimentent avec les restes qu’elle mendie dans une boulangerie. Elle fait la rencontre de Kōta, Yuka et Nyu lorsqu’elle se rend à l’auberge pour leur rendre un parapluie qu’ils avaient oublié sur la plage. Elle a été adoptée par Kōta, Yuka et Nyu. Kōta lui paye les frais de l'hôpital après ce qui s'est passé pendant le combat entre Nana et Lucy, combat qu'elle considérera ensuite comme un simple rêve. Rien n'est mentionné concernant ce qu'est devenu sa mère malintentionnée et son beau-père abusif par la suite, car ils ne seront jamais arrêtés et incarcérés.
Mariko
On ne voit Mariko (Numéro 35), avec des cheveux et des yeux rose clair, qu'à la toute fin de l'anime et vers la moitié du manga. Cette diclonius est spécialement engagée pour en finir avec Lucy (Numéro 9) et Nana (Numéro 7). Fille du directeur Kurama, et 3e génération de Diclonius, elle est dotée de 35 vecteurs ayant une portée de 11 mètres chacun. Dès qu'elle commence à les maîtriser, elle déploie une puissance effrayante. Ayant été enfermée dès sa naissance, elle n'a jamais marché et se déplace en chaise roulante. Elle parlait chaque jour avec sa « mère adoptive », Saitō, qu'elle tue à peine après être sortie de sa cage. Mariko a 5 ans, elle a une personnalité enfantine, elle cherche à s'amuser en faisant souffrir avant de tuer. Son corps est truffé d'explosifs pour la forcer à collaborer.
Nozomie
Nozomie n’apparaît que dans le manga (à partir du vol 5) où elle est une amie d'enfance de Yuka qui vient cohabiter avec eux jusqu'à ce qu'elle obtienne (du moins, elle l'espère) une inscription dans une institution musicale car elle chante depuis toute petite (elle chantera le chant Elfenlied dans le manga). Dans le volume 9, quand celle-ci obtient sa réponse, à la seconde où Kota ouvre la lettre, les forces d'interventions spéciales débarquent en défonçant un mur, on ne connaîtra donc jamais la réponse. En dehors de cela, elle est de nature timide mais elle prendra progressivement confiance en elle durant le manga. Yuka la présente comme extrêmement douée en chant, et ce au point de la vanter d'être première à tous les concours nationaux, mais elle n'a pas un air très futé pour autant.
Le directeur Kurama
Kurama travaille dans le centre de Kakuzawa en tant que directeur ; c'est le fils de ce dernier, un de ces camarades d'université, qui lui a proposé de les rejoindre. Lorsque le centre n'eut plus assez de places pour contenir toutes les nouveau-nées diclonius, le chef-directeur Kakuzawa ordonna à Kurama de tuer toutes ces nouveau-nées, ce qu'il fit jusqu'à ce que sa femme accouche à son tour d'une diclonius. Mais des suites d'un cancer de l'utérus, cette dernière meurt en essayant de raisonner son mari pour qu'il ne tue pas leur fille ; il accomplit alors la dernière volonté de sa femme qui meurt à cause d'une trop grosse perte de sang.  Elle n'avait pas le droit de bouger de son lit d'hôpital, mais elle s'est levée pour sauver sa fille. Il demanda à Kakuzawa de garder sa fille dans le centre, ce que ce dernier fit. En échange, Kurama doit lui obéir au doigt et à l'œil.
Le chef-directeur Kakuzawa
Dans l'anime, il ne fait qu'apparaître périodiquement et n'a par conséquent que peu d'influence dans l'histoire. Sa psychologie n'est pas vraiment developpée, ce qui fait de lui un antagoniste qui veut simplement exterminer la race humaine.
Dans le manga, au contraire, il joue un rôle déterminant dans l'histoire. On en sait plus sur son passé et sur sa façon de penser. Sa famille ayant été rejetée à cause de ses différences physiques, il en est venu à mépriser l'espèce humaine et n'hésite donc pas à sacrifier de nombreuses vies pour l'accomplissement de son idéal — l'idéal en question étant de vouloir être le dieu de l'espèce Diclonius. S'il est toujours un antagoniste qui veut exterminer l'espèce humaine, il peut aussi être considéré comme le symbole du fanatisme d'un idéal.
Bando
C'est un tireur hors pair et sans scrupule du SAT, groupe chargé de traquer Lucy qui s'est échappée. Lucy lui transmet son virus, ce dernier touche l'ADN des cellules sexuelles sans les tuer et les femmes qui ont couché avec des hommes porteurs, donnent naissance à des diclonius. Elle va donc l'épargner pour assurer sa descendance lors de chacune de leurs batailles, alors que lui veut se venger des mutilations qu'elle lui a infligé.

### Les diclonius
Les diclonius, des humains mutants possédant des cornes desquelles ils tirent un pouvoir télékinétique représenté par des « vecteurs », veulent instinctivement supplanter la race humaine, ce qui passe par son extermination. Les vecteurs sont des bras fantômes que les filles diclonius développent dès leur plus jeune âge, qui s'étirent depuis leur épine dorsale, munis d'une force dévastatrice. Ainsi, ces bras invisibles entrent en vibration à une fréquence capable de couper la pierre ou les métaux les plus solides. Ces vecteurs ne sont pas utilisables lorsque les diclonius ressent de la douleur. De plus, ils possèdent une perception extrasensorielle qui leur permet de sentir la présence d’autres sujets de leur espèce,.
Les diclonius peuvent se reproduire de manière conventionnelle ou en infectant un humain en insérant ses vecteurs dans le corps de celui-ci. Dès lors, les enfants conçus par cette personne seront des diclonius, d’une variante nommée « silpelit ». Contrairement aux autres diclonius, les silpelits sont uniquement des femelles. Elles grandissent deux fois plus rapidement que les êtres humains et sont stériles, dans le sens habituel, ne pouvant se reproduire qu’au travers de leurs vecteurs.
La plupart des diclonius ont un comportement homicidaire dès leurs trois ou quatre ans, qui semble dû à l’instinct assassin inhérent à leur personnalité. Néanmoins, au cours de l’histoire, il est évoqué la possibilité que le caractère des diclonius n’est pas inné mais le résultat d’abus commis par les humains. Certains arguments appuient la théorie du caractère inné, comme le fait que la majorité des découvertes d’enfants diclonius s’effectue à partir de l’assassinat des parents par l’enfant ou par les déclarations de Lucy, où elle affirme « être née pour détruire la race humaine », Cependant, la relation entre Lucy et Kōta durant leur enfance, le caractère pacifique de Nana, ou le changement qui s’opère sur le personnage Mariko lorsqu’elle rencontre son père, suggèrent la capacité des diclonius à l’empathie envers les humains. Ainsi, ils auraient développé leurs caractéristiques sadiques en conséquence de leur interaction avec un monde qui les craint et les méprise.

## Manga
Le manga Elfen Lied, créé par Lynn Okamoto, a été publié entre juin 2002 et août 2005 dans la revue hebdomadaire Young Jump. Quelques mois après son apparition, l’éditeur Shūeisha commença sa distribution au format tankōbon, donnait ainsi une structure définitive de 12 volumes comportant 107 chapitres au total. Selon l’auteur, Elfen Lied a été originairement conçu comme un manga en deux volumes. L’adhésion du public a permis d’étendre fortement la trame de l’histoire.
Au fil des trois ans de publication du manga, on observe une évolution dans le trait de dessin de Lynn Okamoto. Dans ses propres mots, les premiers volumes étaient dessinés avec un « style maladroit et infantile », qu’il trouvera désagréable tandis qu’il améliore ses capacités, bien qu’il ait « mis en œuvre tous ses efforts pour les dessiner ».
La version française est publiée par Delcourt/Tonkam depuis 2021 dans un format en six tomes. Les éditeurs Tokyopop Germany, Ever Glory Publishing Co., Ltd. ou Grupo Éditeur Vid, obtinrent les droits pour la vente en allemand, en chinois et en espagnol respectivement,.

### Liste des volumes
Le manga comporte un total de 107 chapitres compilés en 12 volumes.
| Japonais                                 | Japonais         | Japonais      | Français | Français          | Français       |
| no                                       | Date de sortie   | ISBN          | no       | Date de sortie    | ISBN           |
| ---------------------------------------- | ---------------- | ------------- | -------- | ----------------- | -------------- |
| 1                                        | 18 octobre 2002  | 4-08-876358-0 | 1        | 19 mai 2021       | 978-2413037774 |
| 2                                        | 11 décembre 2002 | 4-08-876379-3 | 1        | 19 mai 2021       | 978-2413037774 |
| - Chapitres 1 à 7 - Chapitres 8 à 17     |                  |               |          |                   |                |
| 3                                        | 19 février 2003  | 4-08-876406-4 | 2        | 25 août 2021      | 978-2413043805 |
| 4                                        | 19 mai 2003      | 4-08-876446-3 | 2        | 25 août 2021      | 978-2413043805 |
| - Chapitres 18 à 27 - Chapitres 28 à 38  |                  |               |          |                   |                |
| 5                                        | 19 août 2003     | 4-08-876477-3 | 3        | 1er décembre 2021 | 978-2413043812 |
| 6                                        | 19 novembre 2003 | 4-08-876513-3 | 3        | 1er décembre 2021 | 978-2413043812 |
| - Chapitres 39 à 48 - Chapitres 49 à 60  |                  |               |          |                   |                |
| 7                                        | 19 mars 2004     | 4-08-876579-6 | 4        | 9 février 2022    | 978-2413043829 |
| 8                                        | 16 juillet 2004  | 4-08-876638-5 | 4        | 9 février 2022    | 978-2413043829 |
| - Chapitres 61 à 71 - Chapitres 71 à 75  |                  |               |          |                   |                |
| 9                                        | 19 octobre 2004  | 4-08-876696-2 | 5        | 18 mai 2022       | 978-2413043836 |
| 10                                       | 18 mars 2005     | 4-08-876764-0 | 5        | 18 mai 2022       | 978-2413043836 |
| - Chapitres 76 à 82 - Chapitres 83 à 87  |                  |               |          |                   |                |
| 11                                       | 19 août 2005     | 4-08-876838-8 | 6        | 24 août 2022      | 978-2413043843 |
| 12                                       | 18 novembre 2005 | 4-08-876884-1 | 6        | 24 août 2022      | 978-2413043843 |
| - Chapitres 88 à 97 - Chapitres 98 à 107 |                  |               |          |                   |                |

### Bonus
L'auteur du manga, Lynn Okamoto, a ajouté dans certains volumes des bonus qui sont en fait des histoires courtes que l'auteur avait dessiné antérieurement. Elles n'ont aucun lien scénaristique avec Elfen lied.
- MOL - bonus du volume 1[62],[63]. Il s’agit de l’histoire d’un jeune apathique vivant dans une petite ville où se trouve un laboratoire de recherches. Sa vie change lorsqu’il découvre chez lui une jeune femme de la taille d’une poupée qui s’est échappé du laboratoire après avoir été soumise à de cruelles expérimentations.

- Digitopolis (デジトポリス, Dejitoporisu?), bonus du volume 2[64],[65]. Il s’agit de l’histoire d’une téméraire membre d’une unité des forces spéciales qui se consacre à la désactivation d’explosifs. Enfant, elle survécut à un attentat à la voiture piégée dans lequel périrent ses parents. C’est pourquoi elle choisit le métier de démineur.

- Memoria (メモリア?), bonus du volume 3[66],[67]. Il s’agit de l’histoire d’un jeune homme qui achète une poupée sexuelle qui prend vie alors que les parents d’une jeune fille acceptent son euthanasie, après avoir été complètement paralysée durant douze ans. Deux jours plus tard, la poupée est à nouveau inerte : sa vitalité était le fruit du désir de la jeune fille de revoir le jeune homme. En effet ils s’étaient connus et étaient tombés amoureux durant leur enfance.

- Elfen Lied (エルフェンリート?), bonus du volume 5[68],[69]. Deux enfants pianistes, un garçon et une fille, se rencontrent durant le Concours international de piano Frédéric-Chopin. À l’issue de la compétition, la fille décide de devenir violon, car elle ne pourra jamais le surpasser. Ils décident que, lorsqu’ils seront adultes, ils formeront le meilleur duo de violon et piano du monde.

Dans le volume 8, il y a également deux histoires courtes mais qui, cette fois, se passent dans l'univers d'Elfen lied :
- Un autre futur heureux (もうひとつのしあわせな未来?), bonus du volume 8[70],[71]. Ce gaiden explique la passion de Nozomi pour le chant et le refus de son père envers cette vocation professionnelle. C’est pourquoi elle déménage à l’auberge, aux côtés des autres protagonistes, afin d’étudier et de pratiquer avant l’examen d’entrée à une école de chant.

- Le sake, se boit-il ou te boit-il? (酒は呑むほう呑まれるほう??), bonus du volume 8[72],[71] Dans ce récit apparaissent les personnages principaux de Elfen Lied, mais il ne suit pas la trame du reste de l'œuvre.  Les habitants de l’auberge boivent trop de saké et sont ivres. Mayu et Nana s’endorment tandis que Nyu et Yuka se désinhibent avec Kōta, dans un fan service de teneur sexuelle. Leurs réjouissances sont interrompues lorsque Nyu est remplacée par Lucy, qui semble relativement vexée par la situation. L’histoire se termine de manière abrupte par un cliffhanger.

### Lettre pour Kōta
À la fin du manga on peut apercevoir Kōta trouver une pierre et lire une lettre écrite par Kaede. Kaede est simplement le véritable nom de Lucy, qui dépose cette lettre dans son enfance au volume 4 (page 143), la pierre est celle donné par Kōta dans ce même volume. La confusion des lecteurs vient de la distance entre ces deux scènes, du peu d'importance que peut prêter le lecteur à la première scène, et à la similarité des prénoms Kaede et Kanae (le prénom de la sœur de Kōta), de plus la maison Kaede est également le nom de l'auberge où vivent les personnages.

## Anime
La série a été réalisée par Mamoru Kanbe et produite par les studios Arms, GENCO et VAP. Elle contient treize épisodes de vingt-cinq minutes chacun, dont les onze premiers couvrent assez fidèlement les soixante premiers chapitres du manga, c'est-à-dire jusqu'au volume 6 inclus. Les deux derniers épisodes quant à eux dérivent significativement de celui-ci, pour offrir une conclusion différente à l'anime. L'auteur de la série, Lynn Okamoto, fait une brève apparition[réf. nécessaire] dans l'épisode 12.
Elfen lied fut pour la première fois diffusée sur la chaîne satellite de TV Tokyo, AT-X, du 25 juillet au 17 octobre 2004 et a été rediffusé en 2005 à cause de son succès. ADV Films, le distributeur officiel aux États-Unis, proclama cet anime dans les « meilleurs best-seller » et « lancements les plus réussis » de l’année 2005,.
Le 21 avril 2005, un OAV de 24 minutes est également sorti au Japon. L’OAV a tout d’abord été inclus en tant que épisode spécial (特別編, Tokubetsu hen) dans le septième et dernier DVD de la collection, sans avoir été émis précédemment par télévision. Il s'intercale dans l'histoire entre l'épisode 10 et 11 et possède une durée égale à celle d'un épisode normal (environ 25 minutes) ce qui amènent certains à lui préférer le nom d'épisode 10.5 ou alors même d'épisode 14. Cet OAV, au ton plus léger, ne fait pas avancer l'histoire mais apporte des éléments sur des personnages secondaires.
De nombreuses chaînes de télévision ont diffusé la série : MCM Belgique (Belgique), The Anime Network (Canada et États-Unis), Virgin 17 (France), Buzz (Espagne), Propeller TV (Royaume-Uni), 2x2 (Russie) et Animax (Afrique du Sud).
Par ailleurs, elle a été distribuée par différentes entreprises : ADV Films (Allemagne, États-Unis et Royaume-Uni), Kazé (France et Pays-Bas), Madman Entertainment (Australie) ou MC Entertaintment (Russie).

### Production
| Réalisation              | Mamoru Kanbe                                   |
| Composition et scénario  | Takao Yoshioka                                 |
| Production               | Kazuaki Morijiri Manabu Tamura Osamu Koshinaka |
| Direction artistique     | Akira Ito Kiyoshi Ito                          |
| Dessin artistique        | Tomoyuki Aoki                                  |
| Animation et personnages | Seiji Kishimoto                                |
| Mécanique                | Hiroyuki Ogawa Hiroyuki Taiga                  |
| Couleurs                 | Ryota Nakada                                   |
| Édition                  | Takeshi Seyama                                 |
| Planification            | Man Ooshima Mitsuru Ohshima Taro Maki          |
| Direction du son         | Katsunori Shimizu                              |
| Effets sonores           | Mutsuhiro Nishimura                            |
| Enregistrement           | Norio Nishizawa Megumi Kato                    |
| Musique                  | Kayo Konishi Yukio Kondō                       |
| Interprétation musicale  | Kumiko Noma (opening) Chieko Kawabe (ending)   |

Mamoru Kanbe a été recommandé en tant que réalisateur de la série par le scénariste et chargé de composition visuelle Takao Yoshioka. Celui-ci considérait le style moe de Kanbe idéal pour adapter le manga en une série d’anime. Dans un premier temps, Kanbe ne démontra pas de grand intérêt à se joindre à la production de la série. Néanmoins, il se lança avec joie dans le projet après avoir lu le manga de Okamoto, toujours en cours de publication à cette date.
Kanbe pensait que « avant tout, il s’agissait d’une histoire d’amour qu’il pourrait tourner de manière que le spectateur ne puisse pas réprimer ses larmes ». Ainsi, tout au long de la série, il essaya de proposer des contrastes d’émotions marqués, utilisant la violence comme un des principaux éléments de transition. Selon l’équipe de production, Kamakura était la scène idéale pour développer ce drame émouvant et réflexif. Sa tranquillité et sa géographie constituent une toile de fond parfaite pour la profonde et terrifiante trame de la série.

### Réception
Elfen Lied a reçu de nombreux éloges pour la qualité de sa narration et son excellente technique de production, animation et couleurs. Néanmoins, de par les nombreuses scènes de nu et de gore, il a essuyé des critiques le considérant comme « grossier et trop évident » ou « affligeant et forcé » pour certains moments,; par exemple, la narration crue des premières minutes du premier épisode provoquèrent des controverses lors du lancement. Dans l'ensemble, une importante partie des épisodes sont parsemés d'éléments d'horreur et de fan service, sous forme de violence sans retenue, de quelques nus et d'insinuations sexuelles.
La fin abrupte et diffuse a également été critiquée, car elle peut laisser le spectateur insatisfait.
Malgré cela, les critiques occidentales décrivent également la série par des termes de « spectacle authentiquement bon », « série d'horreur exceptionnelle » « certainement mémorable » ou « anime très particulier, en considérant les bonnes et les mauvaises parties ».
Les membres d’Anime News Network ont qualifié la série avec une note de 8,39 sur 10, avec plus de 4 700 votes, la positionnant ainsi au numéro 68 de leur classification des meilleurs animes. Lors des prix AnimeReactor Community Awards de 2004, elle fut déclarée comme l’anime aux « meilleures combinaisons d’opening et d’ending » (Best OP/ED-Combination), « meilleur personnage féminin » (Best Female Character) pour Lucy/Nyu, « meilleur drame » (Best Drama), « meilleur fan service / ecchi » (Best Fanservice / Ecchi) et « meilleur thriller » (Best Thriller / Mystery / Horror). De plus, lors des prix American Anime Awards de 2007, l’anime fût nommé dans la catégorie « meilleure série courte » (Best Short Series), même si, finalement FLCL emporta le prix.
La diffusion de Elfen Lied a engendré diverses manifestations de fan art et de fanfiction, notamment la célèbre bande dessinée en ligne Nana's Everyday Life de Daniel Kim,. Cette parodie, complètement ou partiellement traduite dans plus de dix langues, prend Nana comme personnage principal et raconte une histoire alternative sur sa vie malheureuse. Malgré le ton humoristique donné, les scènes crues qui le composent ne sont pas appropriées à un public mineur.

### Doublage
| Personnages        | Personnages        | Voix japonaises                         | Voix françaises       |
| ------------------ | ------------------ | --------------------------------------- | --------------------- |
| Lucy / Kaede / Nyu | Lucy / Kaede / Nyu | Sanae Kobayashi                         | Julie Basecqz         |
| Kôta               | Kôta               | Chihiro Suzuki Hitomi Nabatame (Enfant) | Alessandro Bevilacqua |
| Yuka               | Yuka               | Mamiko Noto                             | Véronique Fyon        |
| Mayu               | Mayu               | Emiko Hagiwara                          | Cécile Boland         |
| Nana               | Nana               | Yuki Matsuoka                           | Géraldine Frippiat    |
| Kurama             | Kurama             | Osamu Hosoi                             | David Manet           |
| Bandô              | Bandô              | Jōji Nakata                             | Martin Spinhayer      |
| Secrétaire         | Secrétaire         | Asuka Tanii                             |                       |
| Yû Kakuzawa        | Yû Kakuzawa        | Hiroaki Hirata                          | Mathieu Moreau        |
| Mariko             | Mariko             | Tomoko Kawakami                         | Béatrice Wegnez       |
| Shirokawa          | Shirokawa          | Hitomi Nabatame                         | Sophie Landresse      |
| Kisaragi           | Kisaragi           | Maria Yamamoto                          |                       |
| Arakawa            | Arakawa            | Eriko Ishihara                          | Marie Van Ermengem    |
| Sniper             | Sniper             | Hajime Iijima                           | Peppino Capotondi     |
| Satô               | Satô               | Ken Takeuchi                            | Mathieu Moreau        |

### Bande originale
La bande originale d'Elfen Lied a été lancée le 21 octobre 2004 au format CD, elle est incluse dans une édition limitée du premier DVD de la série. Composée par Kayo Konishi et Yukio Kondō, les quarante minutes du disque contienent quinze musiques,:
Toute la musique est composée par Kayo Konishi et Yukio Kondō.
| No  | Titre                      | Paroles     | Durée |
| --- | -------------------------- | ----------- | ----- |
| 1.  | Lilium ~ opening version ~ | Kumiko Noma |       |
| 2.  | Katsubō (渇望)             |             |       |
| 3.  | Shinkai (深海)             |             |       |
| 4.  | Hanayō (花容)              |             |       |
| 5.  | Senkō (閃光)               |             |       |
| 6.  | Yōran (揺籃)               |             |       |
| 7.  | Jōzai (浄罪)               |             |       |
| 8.  | Rin'ne (輪廻)              |             |       |
| 9.  | Yakusoku (約束)            |             |       |
| 10. | Hakuri (剥離)              |             |       |
| 11. | Kokū (虚空)                |             |       |
| 12. | Yōkō (陽光)                |             |       |
| 13. | Neji (螺旋)                |             |       |
| 14. | Ametsuyu (雨露)            |             |       |
| 15. | Lilium ~ saint version ~   |             |       |

#### Lilium
Lilium est la chanson jouée pendant le générique d'ouverture (également appelé « opening »). Lilium a un ton mélancolique. Les auteurs utilisèrent plusieurs passages bibliques et des hymnes religieux pour en composer les paroles, en latin, se rapprochant du chant grégorien.
Il est important de souligner que la version originelle est chantée avec une prononciation italophone, alors que le latin se lit phonétiquement.
Voici la composition des passages à l’origine des paroles de Lilium, ainsi que leur traduction au français:
| Os iusti meditabitur sapientiam,                       | La bouche du juste annonce la sagesse,                          |
| et lingua eius loquetur iudicium (…)                   | et sa langue proclame la justice (…)                            |
|                                                        | « Os iusti »                                                    |
|                                                        |                                                                 |
| Beatus vir qui suffert tentationem,                    | Heureux l’homme qui supporte la tentation,                      |
| quoniam cum probates fuerit accipiet coronam vitae (…) | car, après avoir été éprouvé, il recevra la couronne de vie (…) |
|                                                        | « Épître de Jacques »                                           |
|                                                        |                                                                 |
| Kyrie, ignis divine, (…) eleison                       | Seigneur, Feu Divin, (…) aies pitié                             |
|                                                        | « Kyrie, fons bonitatis »                                       |
|                                                        |                                                                 |
| O, quam sancta, quam serena,                           | ô si sacrée, si sereine,                                        |
| quam benigna, quam amoena (…)                          | si gentille, si plaisante, (…)                                  |
| O, castitatis lilium (…)                               | ô chaste lys (…)                                                |
|                                                        | « Ave mundi spes Maria »                                        |
|                                                        |                                                                 |

La majorité des insert themes de la série est basée sur des variations de ce thème avec diverses instrumentations ; comme celle de l’opening (interprée par la soprano Kumiko Noma, avec un accompagnement de cordes et de piano), saint (interprétée par un chœur de voix masculines) ou la version instrumentale de la boîte à musique de Kōta.

#### Be your girl
Be your girl est la chanson diffusée dans le générique de fin. Ce single de style J-pop, interprété par Chieko Kawabe, offre un contraste fort avec l'horreur et le drame prédominants dans la série, étant habituellement considéré un reflet de la relation entre Nyu et Kōta, bien que l’équipe de production n’ait jamais confirmé cette hypothèse. Lancée le 28 avril 2004, cette chanson est le début de Kawabe dans l'industrie et se plaça à la 67e place de la liste des hits d’Oricon, durant trois semaines.

## Thèmes abordés
Sur la page officielle de Elfen Lied, le réalisateur de l’anime, Mamoru Kanbe, émet des commentaires desquels ressort son intention de mener une réflexion sur la tendance des êtres humains à la division et à l’exclusion selon leurs différences, ainsi que la croyance que les atrocités commises par Lucy durant la narration sont considérablement influencées par la façon dont elle a été traitée durant son enfance. Fréquemment, il approfondit la manière dont se définit la personnalité humaine à partir des événements que l’individu a vécu et de la façon dont elle a été traitée, les problèmes dérivant de la discrimination et les contrastes marqués entre la compassion et la vengeance. L’affrontement entre les diclonius et les êtres humains représente le concept de génocide et la pureté des races, car chacune prétend être la seule et l’unique, celle qui importe par l’extermination de l’autre. Kanbe met en relation ces thèmes avec la tendance à la ségrégation. À la fin de chaque épisode de l’anime, durant le teaser qui présente le chapitre suivant, une voix hors champ expose une grande partie des thèmes abordés.
Au courant de l’histoire, on observe une grande quantité de nus, de gore, de violence physique et psychique. On relève aisément le contraste entre l’« humanité » des diclonius et la cruauté de la majeure partie des êtres humains de l’œuvre. Un critique a décrit l’histoire comme  « centrée sur l’aspect le plus obscur et insensible de la nature humaine »,
Au vu des nombreuses démonstrations de sadisme, violence gratuite, expérimentations amorales et, bien entendu, des meurtres.
Elfen Lied ne se classifie pas aisément dans un genre unique, car l’œuvre contient des éléments d'horreur, comédie, drame, romance, action, science-fiction et suspense. Elle est destinée à un public adulte. Les scènes de violence et de morts dantesques, les nus féminins, et la torture, composent une thématique non adaptée aux mineurs. La narration entremêle différents tons et genres, étant même décrite comme un « mélange de quantités malsaines de violence avec une forte dose d’ultra-sentimentalisme », par cet équilibre entre la noirceur de la trame principale et des trames secondaires romantiques ainsi que des moments comiques. Elfen Lied a été comparé à Chobits, 3×3 Eyes et Gunslinger Girl. Elle emprunte des éléments tels que le comportement des diclonius ou le dessin et la personnalité de Lucy/Nyu.
Cependant, les émotions qu'il produit et la critique de la société sont d'une rare intensité.
Cette violence et ces personnages en détresse permettent de faire passer des messages qui restent profondément inscrits dans l'esprit du lecteur ou du spectateur.
La force de cette histoire réside dans la maîtrise parfaite de l’art des contrastes ainsi que dans la mise en scène de ceux-ci. Elle présente des personnages très kawaii sur une musique mélancolique en alternant les scènes de comportement paternaliste, d’innocence toute enfantine, d’ecchi, de violence, de cruauté ou d’amoralisme, conduisant à une intensification des émotions du spectateur. Le réalisateur parvient à gérer le niveau de tension par des ambiances musicales ou environnementales, et par la sélection du type de scènes, entrecoupant scène sombre de scène de vie, scène de vie par menace.

## Liens scientifiques et culturels

### Archéologie

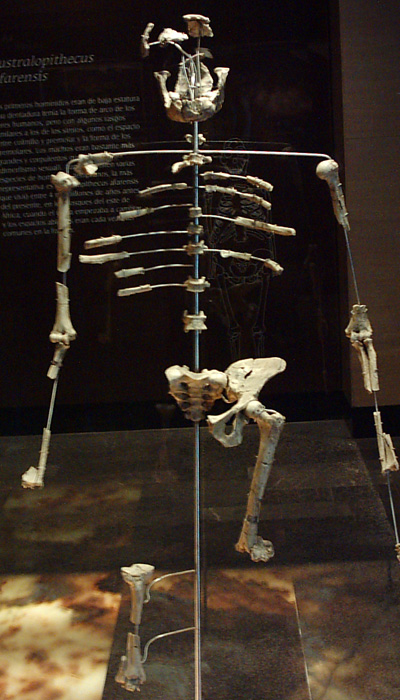
Squelette de Lucy au Musée National d’Anthropologie de Mexico.

Le nom de Lucy a été donné à la diclonius par les responsables des laboratoires de recherches, Kaede étant son vrai nom comme on le découvre dans le dernier chapitre du manga. On attribue le motif de ce nouveau nom au parallèle avec Lucy, le premier hominidé trouvé de l’espèce Australopithecus afarensis, découvert en 1974 par les scientifiques Donald Johanson, Maurice Taieb et Yves Coppens en Éthiopie. Il était alors le plus vieil ancêtre connu de l’être humain, de près de 3,2 millions d’années.

### Biologie
Le manga fait également référence au concept de génétique d’Ève mitochondriale. Les mitochondries sont des organites présents dans les cellules dont la fonction est de générer de l’énergie (Adénosine Triphosphate ou ATP) pour l’activité cellulaire. Ces organites disposent de matériel génétique propre qui est transmis uniquement par la voie maternelle. Ainsi, une comparaison opérée entre l’ADN mitochondrial des différentes ethnies de la planète suggère que, en remontant les lignages à travers la lignée maternelle, il existe un unique ancêtre commun féminin duquel provient l’ensemble des êtres humains actuels. Dans les plans du directeur Kakuzawa, Lucy est destinée à être la nouvelle Eve mitochondriale, de laquelle proviendrait une nouvelle race remplaçant l’humanité entière.
D’autre part, le nom diclonius fait référence au dinosaure de la famille des Hadrosauridae de la fin du Crétacé. Décrits par le paléontologue Edward Drinker Cope en 1876, ces animaux se caractérisaient par une double file de dents fonctionnelles. Dans le manga, l’origine du nom pour la race mutante est incorrectement lié à la croyance du mot diclonius comme « deux cornes » sur la têtes de ces dinosaures au lieu de la configuration dentaire,.

### Géographie
Le lieu de représentation de Elfen Lied est la ville japonaise de Kamakura, située à près de 50 km au sud-ouest de Tokyo[réf. nécessaire]. Le manga, et plus spécialement l’anime, présentent de manière très détaillée divers lieux de la ville et ses alentours, comme la plage Yuigahama, les sanctuaires de Sasuke Inari-jinja ou Zeniarai Benzaiten, ainsi que l’île proche d’Eno-shima[réf. nécessaire].
Selon les propres mots du réalisateur de l’anime, Mamoru Kanbe : « j’aime Kamakura. (…) Chaque fois que je m’y rends, je ressens en même temps une montée d’optimisme et une sensation d’incroyable bien-être. ». Dans un projet antérieur qui se situait également à Kamakura, Kanbe ne fut pas autorisé à représenter les éléments caractéristiques de la ville de la manière dont il le désirait ; nonobstant, dans Elfen Lied les circonstances nécessaires étaient données pour recréer et préciser les détails du matériel graphique des fonds et paysages, mettant en avant le contraste des émotions de l’histoire.

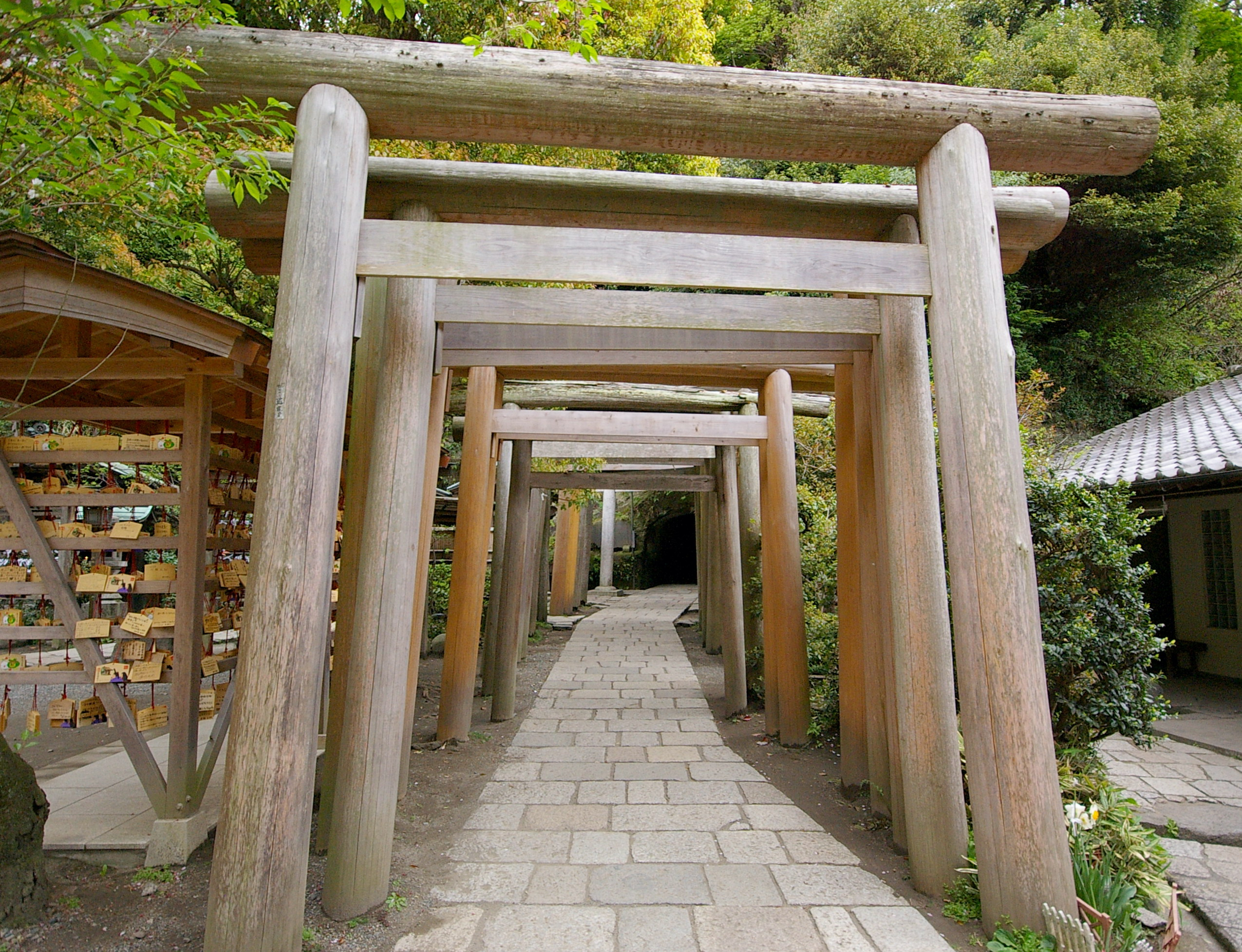
Entrée de Zeniarai Benzaiten.
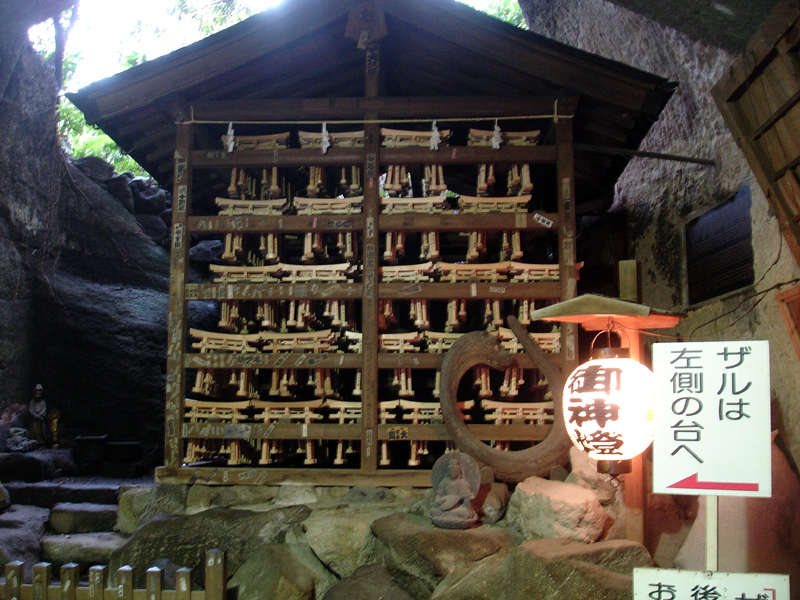
Intérieur de Zeniarai Benzaiten.
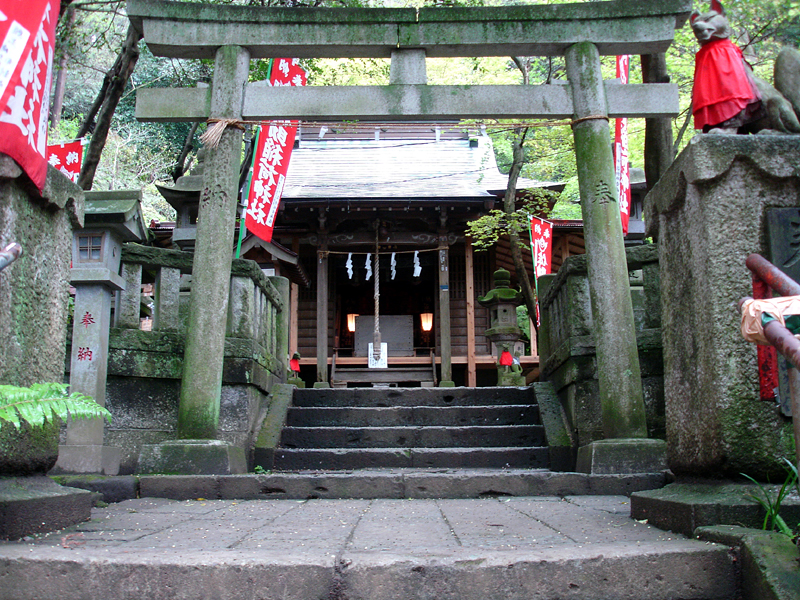
Entrée de Sasuke Inari-jinja.
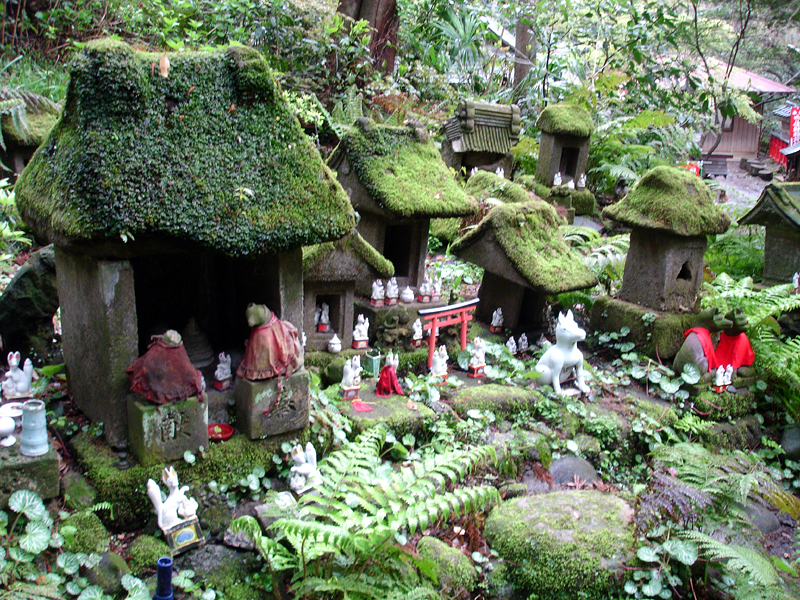
Ornements de l’extérieur de Sasuke Inari-jinja.

### Psychologie
Elfen Lied met en œuvre divers troubles psychologiques dans différents personnages:
- Tendance homicidaire : vers les trois ou quatre ans, les enfants diclonius manifestent leur agressivité : leurs propres parents en sont habituellement les premières victimes[52].
- Trouble dissociatif de l'identité : à la suite d'un trauma physique, le personnage diclonius principal a une personnalité divisée, l’une infantile et innocente (Nyu) et l’autre agressive (Lucy)[32].
- Mémoire refoulée : Kōta a bloqué ses souvenirs d’enfance par un mécanisme de défense après avoir été témoin de l’assassinat de sa jeune sœur et de son père[37].
- Trouble de fixation : la diclonius Nana a développé une relation de fixation et de dépendance envers Kurama, se considérant comme sa propre fille et essayant de lui plaire en tout moment, afin de supporter les tortures auxquelles elle était soumise[42].
- Troubles avec des objets de transition : Mayu ne supporte pas d’être séparée de Wanta, le chien qu’elle recueille peu de temps après sa fuite du domicile familial. Pour elle, l’animal n’est pas un animal de compagnie, mais son meilleur ami.
- Trouble de la personnalité antisociale : Bando est un personnage qui n’éprouve pas de remords, impulsif et violent, qui s’amuse des souffrances de l’autre[31].
- Schizophrénie : lors de moment d’anxiété, Lucy voit et écoute une diclonius imaginaire qui l’incite à délier ses instincts assassins[114].

### Eugénisme
Certains personnages de Elfen Lied recherchent la création d’une race supérieure à partir de Lucy ; ce programme eugénique est appelé «Lebensborn» par le professeur Kakuzawa. Le mot Lebensborn (en français, source de vie) a été utilisé dans l’Allemagne Nazie pour une organisation créée par Heinrich Himmler qui promouvait l’expansion de la race aryenne en Europe en assistant financièrement et en accueillant les femmes des membres de la SS et des individus identifiés comme « racialement purs » pour qu’ils se reproduisent.

### Musique et poésie
Le titre Elfen Lied provient du lied allemand Elfenlied (« Chanson elfique »), œuvre du compositeur romantique autrichien Hugo Wolf. Le poème Elfenlied (en), quant à lui, de l’écrivain allemand Eduard Mörike est la base de la version de Wolf, qui employa plusieurs poèmes de cet écrivain dans ses lieder. La chanson n’est présente que dans le manga, Nozomi l’interprète et l’apprend à Nyu pendant son séjour à l’auberge.
Dans le poème de Mörike, on retrouve également le terme silpelit, en référence à un personnage de l’opéra Eduard auf dem Seil du même auteur.

### Peinture
Les séquences d’opening et d’ending de chaque épisode de l’anime montrent divers protagonistes dessinées selon le style du peintre symboliste Gustav Klimt, imitant les poses, les couleurs et motifs. Quelques exemples sont les versions de La Vérité Nue, Wasserschlangen II ou Portrait d’Adele Bloch-Bauer I, entre autres.

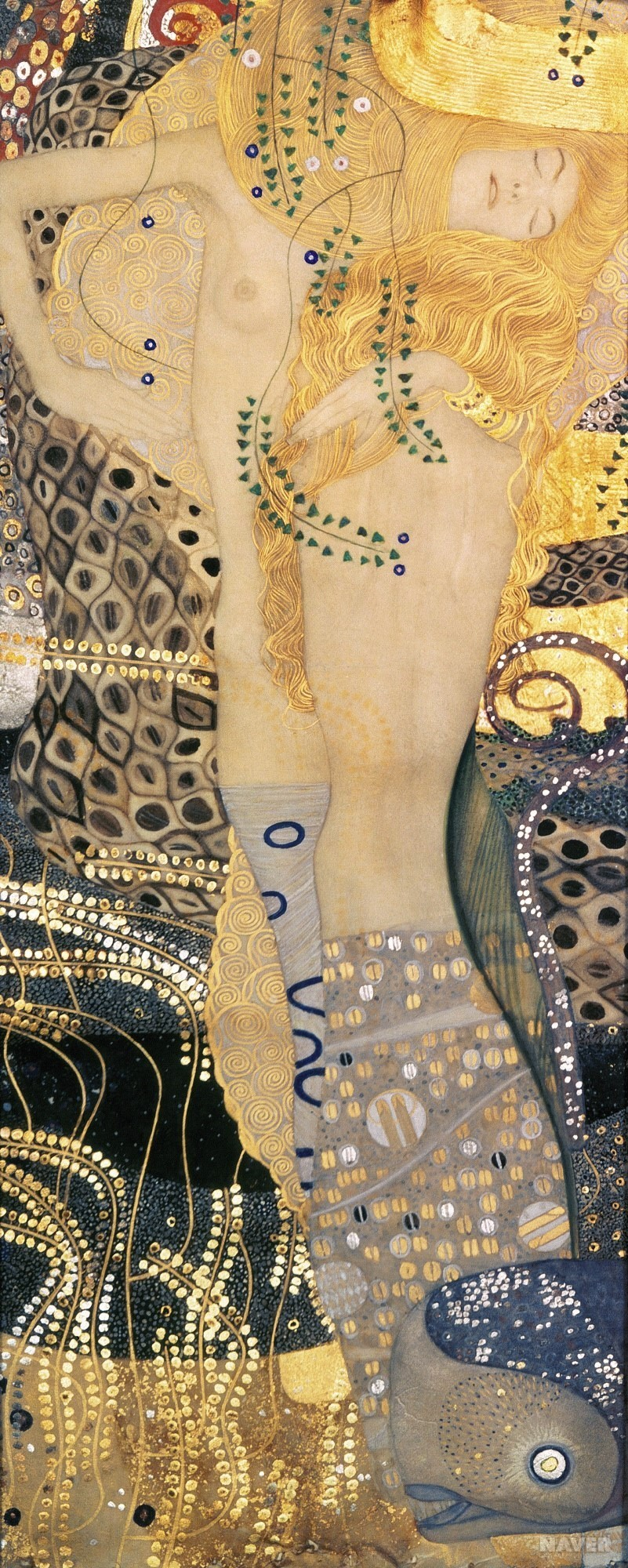
Wasserschlangen I (1904-1907)
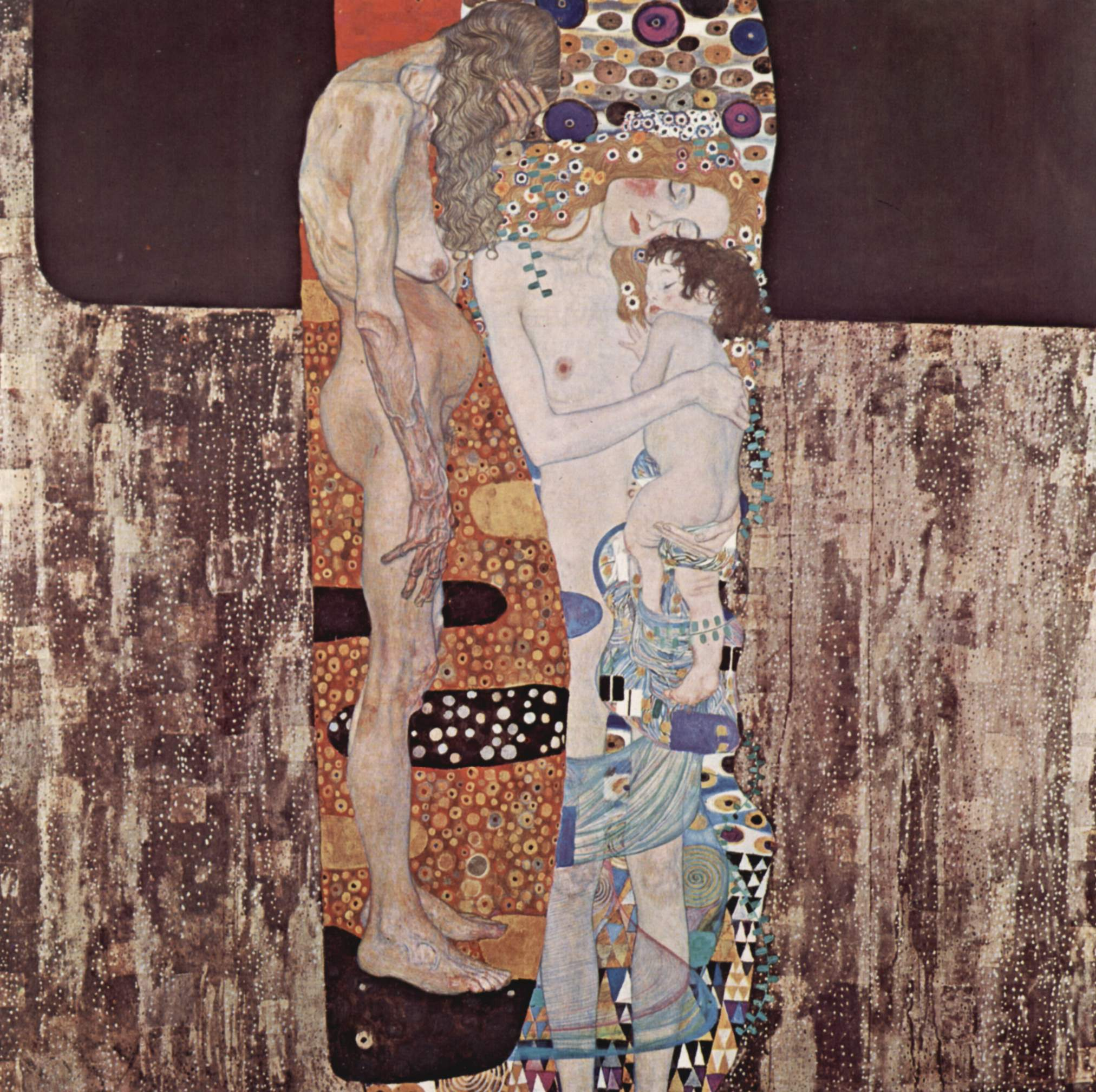
Les trois âges de la femme (1905)
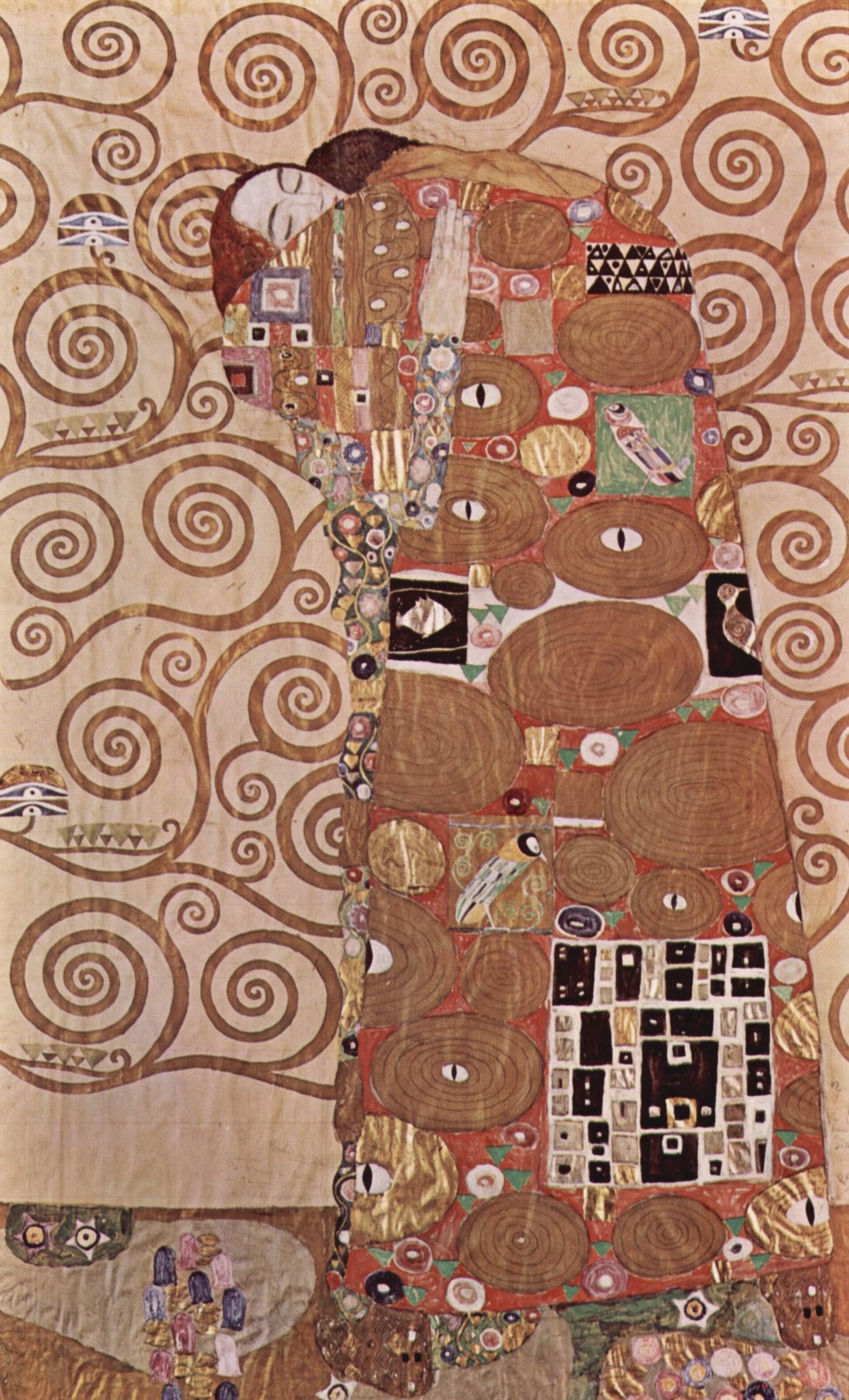
L’accomplissement (1905-1909)
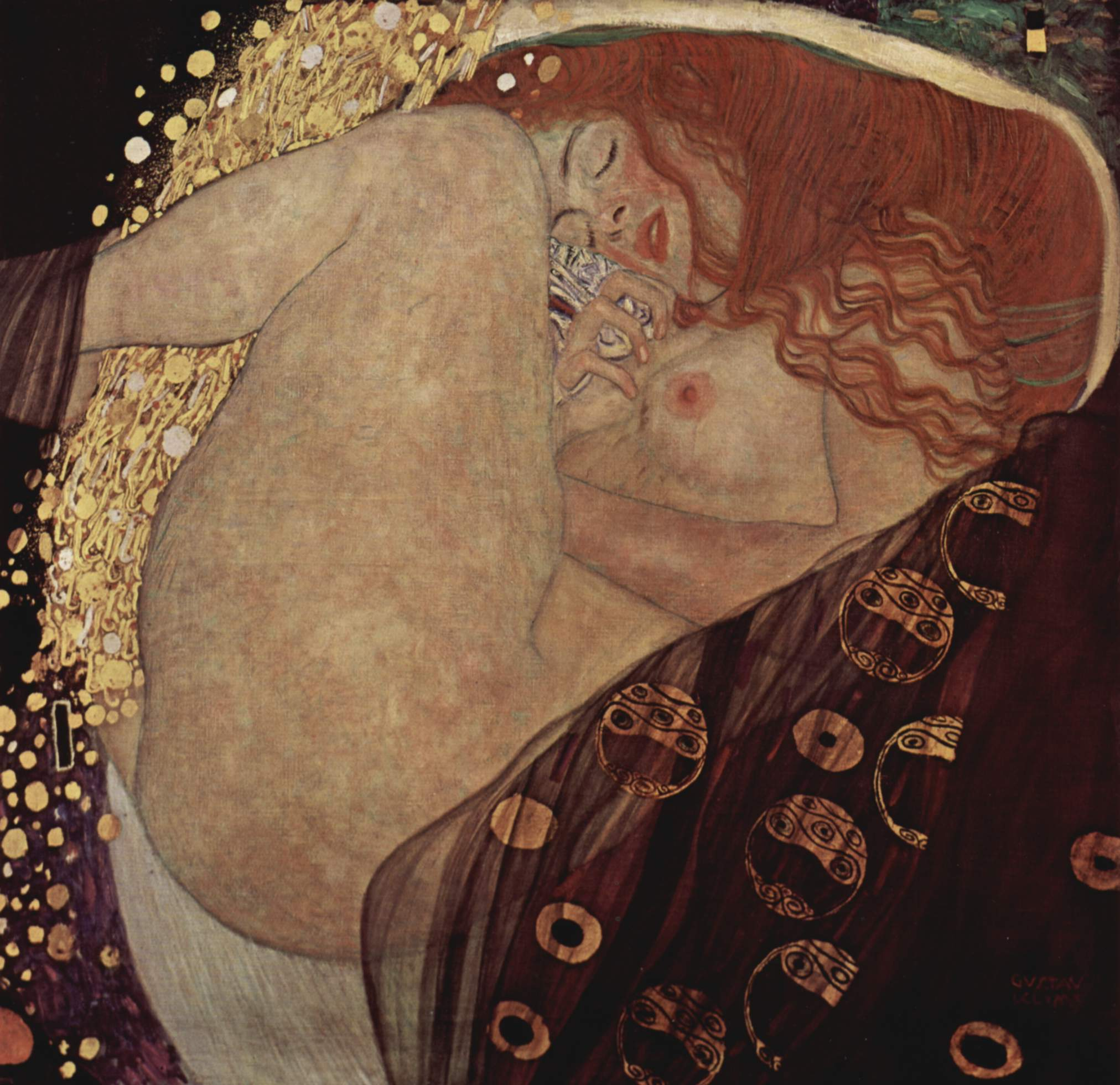
Danaé (1907)
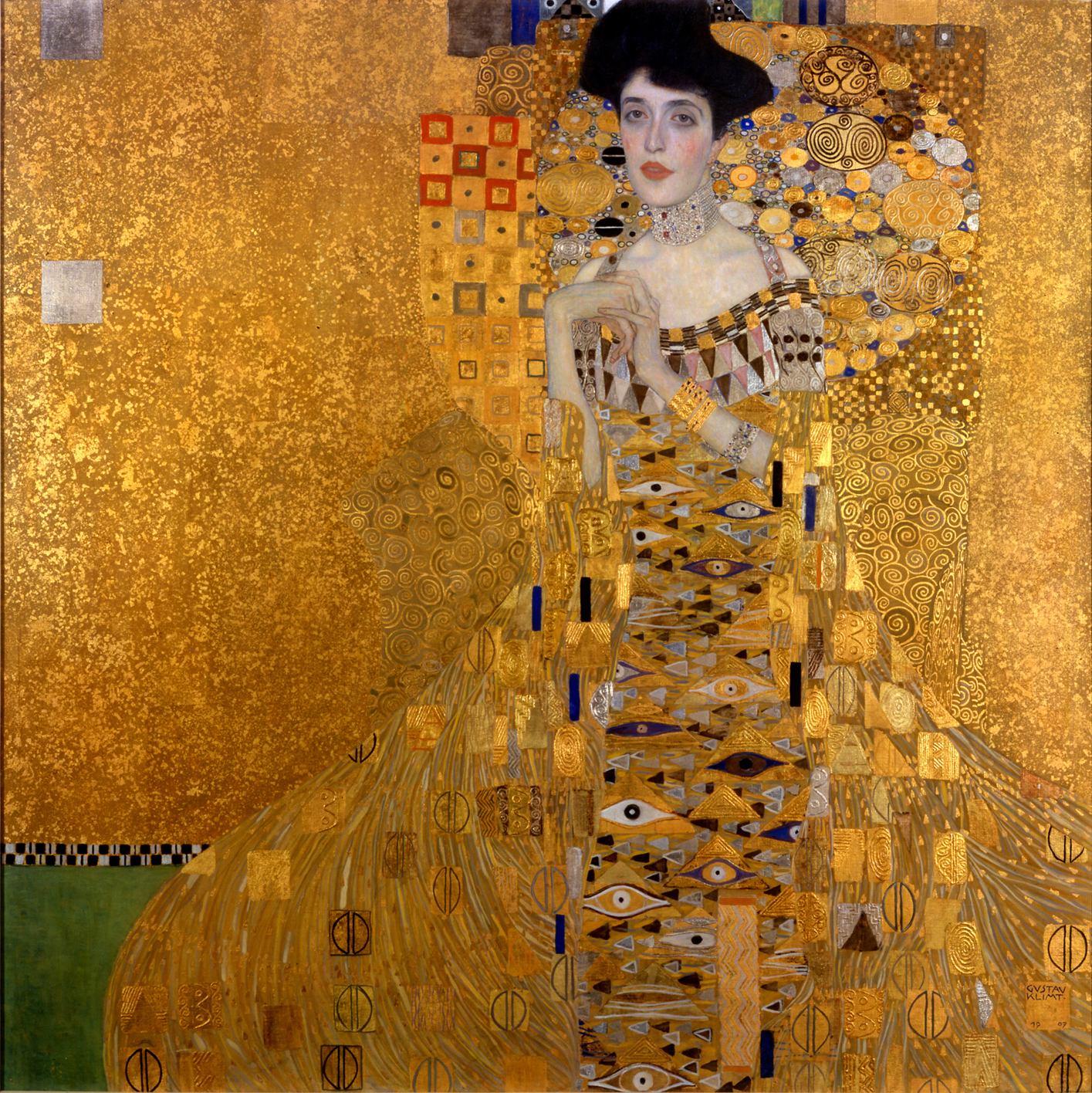
Portrait d’Adèle Bloch-Bauer I (1907)
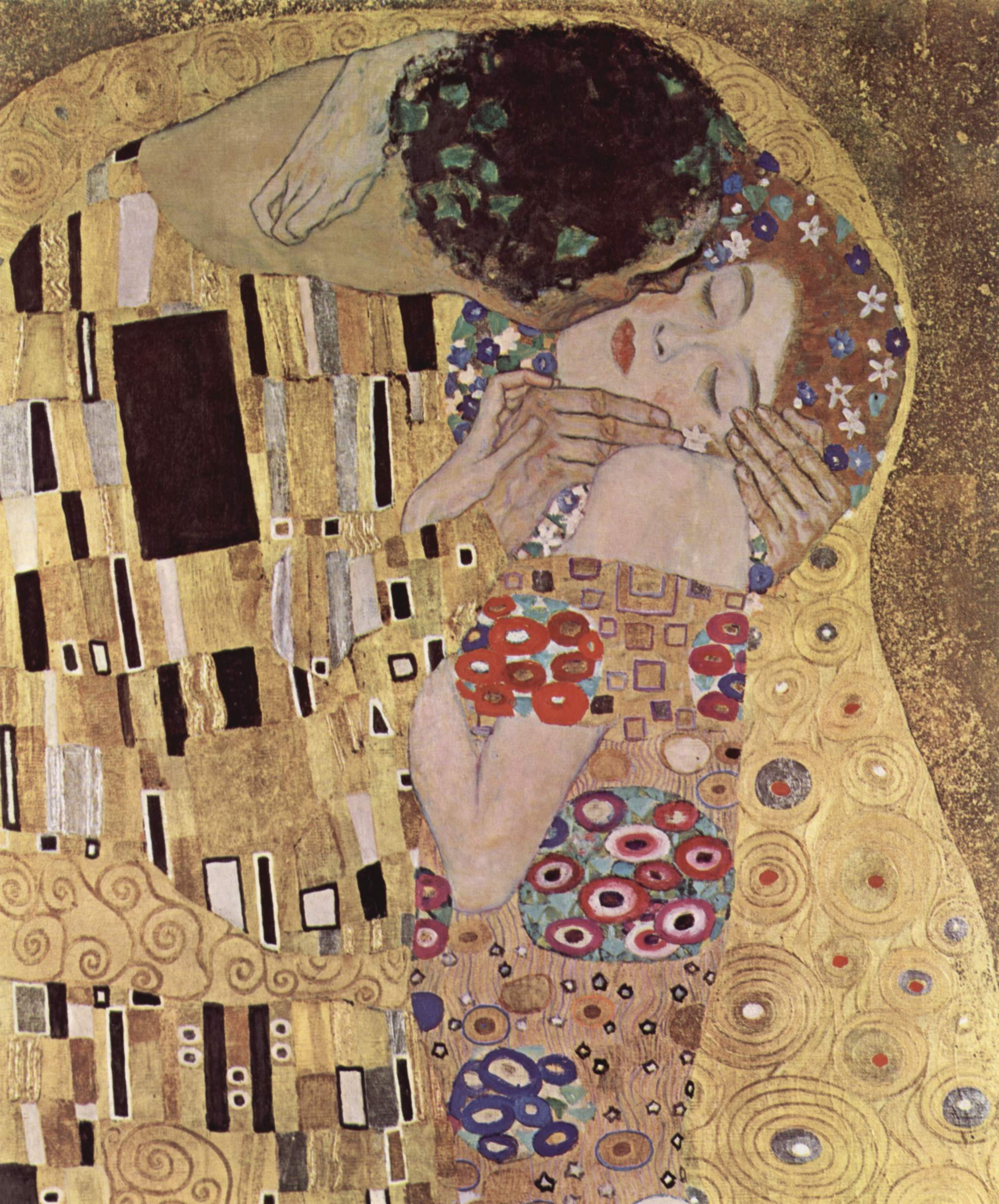
Le Baiser (1907-1908)
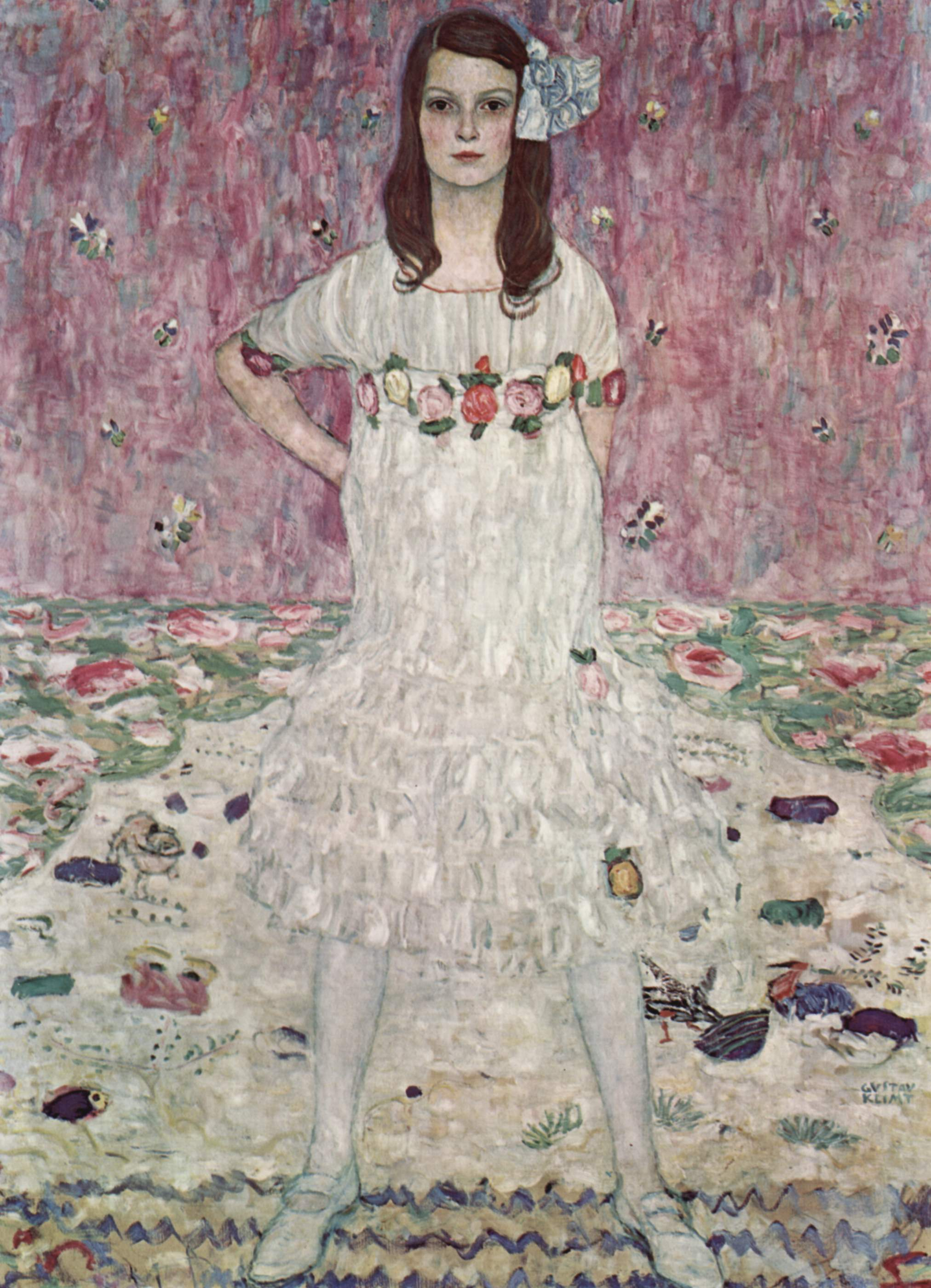
Eugénia “Mäda” Primavesi (1912)
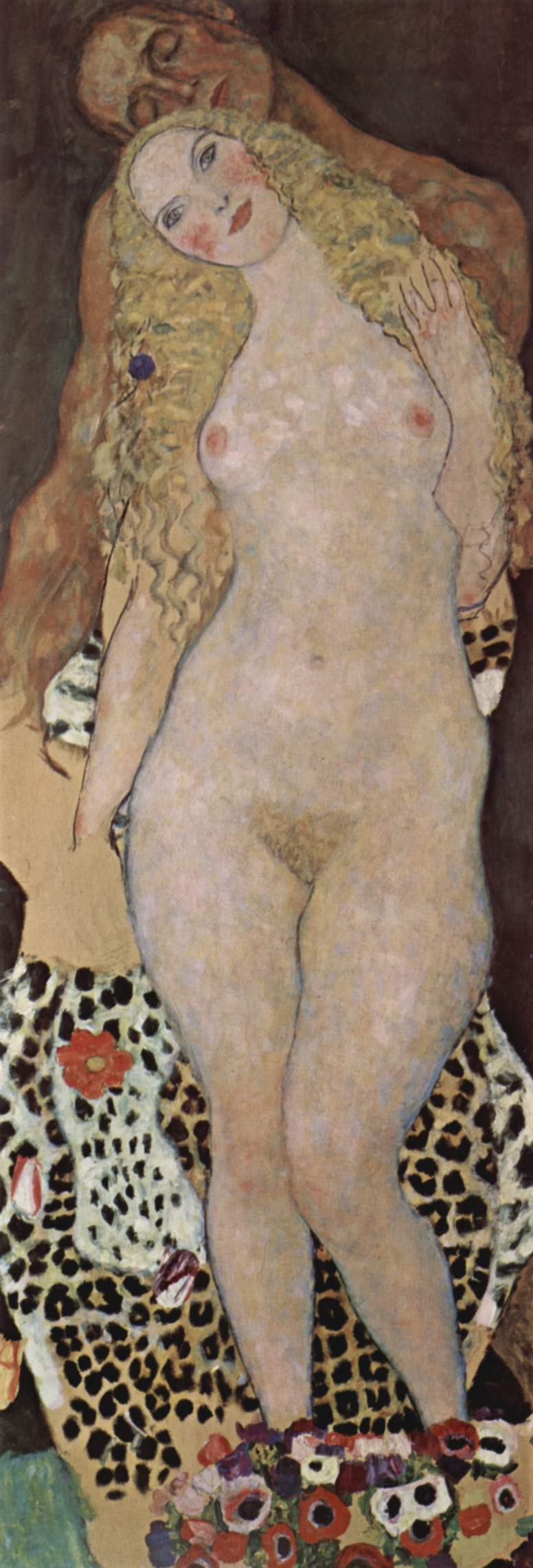
Adam et Eve (1917-1918)

#### Édition japonaise
1. 1 2  Tome 1 (ja).
2. 1 2  Tome 2 (ja).
3. 1 2  Tome 3 (ja).
4. 1 2  Tome 4 (ja).
5. 1 2  Tome 5 (ja).
6. 1 2  Tome 6 (ja).
7. 1 2  Tome 7 (ja).
8. 1 2  Tome 8 (ja).
9. 1 2  Tome 9 (ja).
10. 1 2  Tome 10 (ja).
11. 1 2  Tome 11 (ja).
12. 1 2  Tome 12 (ja).

#### Édition française
1. 1 2  Tome 1 (fr).
2. 1 2  Tome 2 (fr).
3. 1 2  Tome 3 (fr).
4. 1 2  Tome 4 (fr).
5. 1 2  Tome 5 (fr).
6. 1 2  Tome 6 (fr).

#### Livres et articles
- (en) Christie Lee Barber, « The Displaced self in 'Elfen Lied' », International Journal of the Humanities, vol. 6, no 11,‎ 2009 (DOI 10.18848/1447-9508/CGP/v06i11/42562).
- (en) Ezequiel Ferriol, « The semiotics and politics of the female body : A comprehensive analysis of Elfen Lied and its opening song », Gilgameš, vol. 2, no 2,‎ 2018 (DOI 10.13130/2531-9515/11221).

#### Critiques
- (en) Charles Solomon, « Mean Girls », The New York Times,‎ 17 juillet 2005 (lire en ligne, consulté le 13 avril 2021).
- (en) Anthony Gramuglia, « Elfen Lied : the 'Edgiest' Anime Has Aged...Poorly », sur Comic Book Resources, 24 janvier 2020 (consulté le 6 mai 2023).